# Musca ugandae
Musca ugandae este o specie de muște din genul Musca, familia Muscidae, descrisă de Fritz Isidore van Emden în anul 1939. Conform Catalogue of Life specia Musca ugandae nu are subspecii cunoscute.